# Museo della preistoria della Tuscia e della Rocca Farnese
Il Museo della preistoria della Tuscia e della Rocca Farnese si trova nella parte più alta del paese di Valentano, ospitato nella monumentale Rocca Farnese restaurata, nel cuore del centro storico. È stato aperto nel giugno del 1996.
Si articola in due sezioni principali: quella preistorica, etrusca e romana (primo piano), e quella medievale, rinascimentale e moderna (secondo piano).

## Sezione preistorica - etrusca - romana
Tutta la sezione preistorica è situata al primo piano. Vi sono esposti i reperti provenienti dalla Tuscia: chopper (utensile tagliente usato dai primi ominidi), bifacciali, raschiatoi, punte ritoccate, spille, corredi funerari e ciottoli incisi, integrati da un reparto didattico che analizza le tematiche della preistoria dell'Italia centrale partendo dal Paleolitico inferiore attraversando il Neolitico, l'età del rame, l'età del bronzo, per terminare con una piccola sezione sull'età del ferro.
Nella sezione etrusca è esposta la collezione donata dal vescovo Mons. Giovanni D'Ascenzi. Sono presenti ceramiche villanoviane, etrusche, attiche, corinzie, paste vitree fenicie, bronzi e figure in osso.
Il primo piano termina con la sezione romana, dove sono presenti reperti provenienti da Valentano: monete, macine ed elementi architettonici.

## Sezione medievale - rinascimentale - moderna

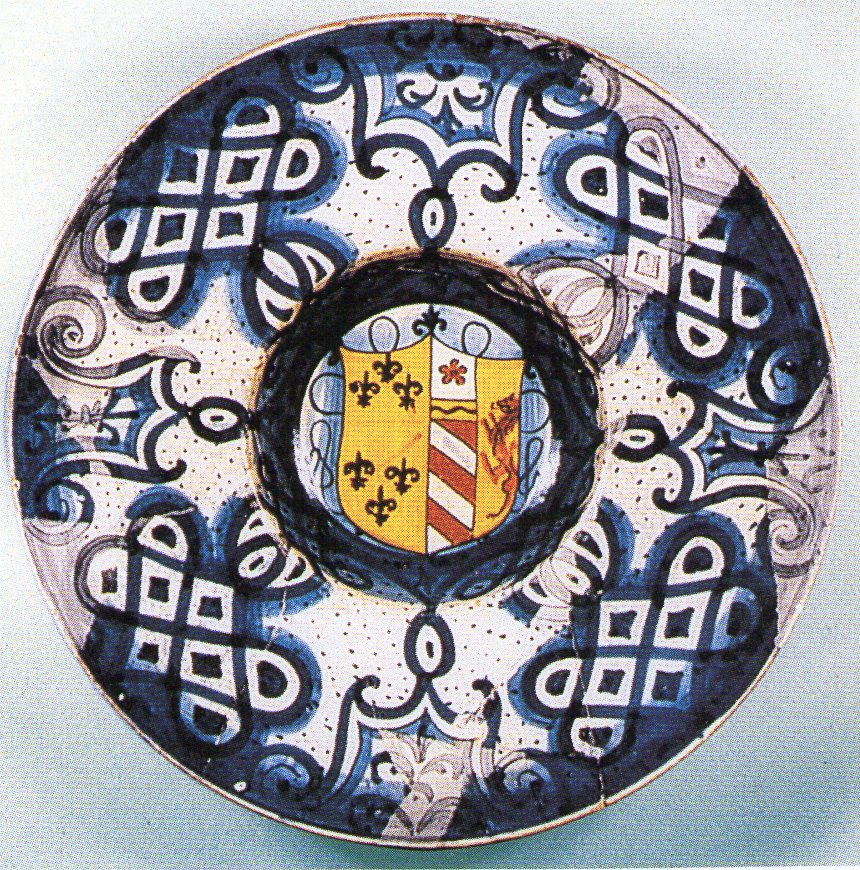
Piatto nuziale con lo stemma Farnese/Orsini

Questa parte del museo ruota attorno alla storia della rocca Farnese e racconta lo sviluppo del territorio di Valentano dall'alto medioevo fino all'età contemporanea, con particolare attenzione alla famiglia Farnese che vi ha governato durante il Ducato di Castro.
La prima vetrina è dedicata ai reperti longobardi tra cui un sax (spada) in ferro.
Nelle altre vetrine, dedicate ai Farnese, sono presenti le famose ceramiche ritrovate nelle aree limitrofe la rocca: in uno dei butti (pozzi utilizzati durante le epidemie) è stato trovato un piatto nuziale con lo stemma Farnese/Orsini, realizzato in occasione del matrimonio tra Pier Luigi Farnese e Gerolama Orsini.
Il tour all'interno del castello termina con la visita sulla sommità della torre ottagonale, che domina il paese, dalla quale si può ammirare il panorama.